# 福島県道218号会津田島停車場線
福島県道218号会津田島停車場線（ふくしまけんどう218ごう あいづたじまていしゃじょうせん）は、福島県南会津郡南会津町にある一般県道である。

## 路線概要
- 起点：福島県南会津郡南会津町田島字後町甲（会津鉄道 会津田島駅前）
- 終点：福島県南会津郡南会津町田島字中町甲
- 総延長：110 m[1]
  - 実延長：総延長に同じ
- 路線認定年月日：1959年8月31日[2]

## 通過する自治体
- 福島県
  - 南会津郡南会津町

## 接続・交差する道路
- 国道121号（国道289号現道重用区間）（田島町中町甲 終点）

## 沿線
- 会津鉄道 会津田島駅